# 龙泉寺 (大理)
龙泉寺位于云南省大理白族自治州大理市喜洲镇周城村中部龙泉路巷内，始建于明初，清乾隆、咸丰、光绪年间均有修葺。这是一座儒释道三教合一的寺院，中院玉皇阁（玄灵悟机楼）供奉玉皇大帝及观音菩萨、地藏王菩萨；北院文昌宫供奉道教的文昌帝君；南院武庙供奉关公和关平、周仓。寺庙坐西向东，2008年9月公布为大理市文物保护单位。2020年列为第七批大理州文物保护单位。